# Lag Ba'omer
Lag Baʿomer (en hébreu : ל"ג בעומר « trente-trois jours dans l’ʿomer ») ou laʿomer est une fête juive d’institution rabbinique.
D’origine obscure, la fête est mentionnée pour la première fois dans la littérature rabbinique médiévale qui la rattache à Rabbi Akiva. Une tradition l’associe fortement à Rabbi Shimon bar Yohaï, légendaire auteur du Zohar, tandis que le sionisme y célèbre la vaillance de Shimon bar Kokhba.
Elle a lieu le 18 iyar (généralement en mai dans le calendrier grégorien), en Israël comme en diaspora, donnant lieu à des feux de joie et, pour certains, à des pèlerinages sur les tombes des justes, en particulier le mausolée supposé de Rabbi Shimon, au mont Meron.

## Lag Ba'omer dans les sources juives

### Dans la Bible et les Talmuds
Lag Baʿomer n’apparaît ni dans la Bible hébraïque ni dans les Talmuds ou le Midrash mais la croyance populaire rattache le plus souvent la fête à Rabbi Akiva et l’un de ses disciples, Rabbi Shimon bar Yohaï.
Selon le Talmud et le Midrash, Rabbi Akiva, principale figure spirituelle de sa génération, avait vingt-quatre mille étudiants qui moururent d’une mystérieuse épidémie entre Pessa'h et Chavouot parce qu’ils s’entredéchiraient. La désolation régna jusqu’à l’arrivée de Rabbi Akiva dans le sud où il dispensa son enseignement à cinq nouveaux disciples : Rabbi Meïr, Rabbi Yehouda, Rabbi Yosse, Rabbi Shimon et Rabbi Eléazar ben Shammoua.
Tous devinrent des héros du judaïsme rabbinique, en particulier Rabbi Shimon bar Yohaï. Pour avoir critiqué le pouvoir romain, il dut se réfugier avec son fils Rabbi Eléazar à Peki'in (en) dans une grotte où ils demeurèrent douze ans, s’enterrant jusqu’au torse pour économiser leurs vêtements, étudiant la Torah pendant que Dieu pourvoyait à leurs besoins en suscitant un caroubier et un cours d’eau. Les savoirs sur lesquels ils méditaient étaient si profonds qu’à leur sortie, leur regard pouvait embraser le monde. La grotte de Rabbi Shimon et de son fils devint ensuite un lieu privilégié pour rencontrer le prophète Élie qui leur avait rendu visite et deviser avec lui des enseignements secrets.
La tradition rapporte par ailleurs une dispute entre les gens de Meron et ceux de Gischala pour l’honneur de pouvoir enterrer Rabbi Eléazar sur leur sol. Cependant, si cette tradition permet de comprendre le lien qui se tissera ultérieurement entre Lag Baʿomer et le mont Meron, elle ne fait aucune allusion à la fête elle-même.

### Dans la littérature du haut Moyen Âge
La fête de Lag Baʿomer n’apparaît pas non plus dans la littérature des gueonim (directeurs des académies talmudiques de Babylonie) alors que ceux-ci proclament l’observance de coutumes d’affliction pendant les sept semaines du décompte de l’ʿomer pour commémorer la mort des étudiants de Rabbi Akiva.
La date à laquelle a lieu Lag Baʿomer, le 18 iyar, est bien mentionnée dans quelques textes de cette époque mais sans rapport avec Lag Baʿomer et comme un jour de jeûne, plus triste encore que les autres jours de la période : des poèmes liturgiques rédigés en terre d’Israël l’associent au « jeûne de Josué », commémorant selon certains sa mort ou, selon d’autres, sa défaite devant la ville de Aï. Une liste de jeûnes observés en terre d’Israël à l’ère des gueonim ajoute qu’on commémorait aussi le tremblement de terre qui avait eu lieu à cette date en 363 EC, alors que les Juifs, encouragés par l’empereur Julien, entreprenaient de construire le troisième Temple de Jérusalem.
La première autorité faisant état d’une interruption des coutumes de deuil en ce jour est Avraham de Lunel, un rabbin provençal des XIIe et XIIIe siècles qui rapporte l’usage des communautés de Provence et du Nord de la France de célébrer des mariages à partir du trente-troisième jour de l’ʿomer alors que les autres communautés s’en abstiennent jusqu’au dernier jour des sept semaines.
Avraham rattache cette coutume à la version de la tradition des étudiants que son maître Zerakhia Halevi aurait lu dans un vieux manuscrit espagnol du Talmud : les étudiants ne seraient pas morts « de Pessa'h à Chavouot » mais « de Pessa'h à la quinzaine avant Chavouot » (miPessa'h ad prous ou pras Atzeret). Cet enseignement, repris par nombre de décisionnaires espagnols et provençaux, conduit les séfarades à interrompre le deuil au trente-quatrième jour de l’ʿomer.
Les ashkénazes se basent sur une tradition différente, rapportée au nom de Jacob Moelin : les étudiants ne seraient pas morts lors des dix-sept « jours où l’on ne dit pas les supplications » (sept chabbatot, deux jours de fête, cinq de mi-fête, deux jours pour la néoménie d’iyar et un jour pour celle de sivan) ; la période de l’ʿomer comptant cinquante jours, seuls trente-trois jours de deuil doivent être observés, le trente-troisième lui-même revêtant déjà un caractère festif. En réalité, cet enseignement, qui ne tient pas compte de la seconde pâque, des trois jours précédant Chavouot, etc. semble apporter une justification plutôt qu’une véritable explication à un usage établi de longue date. Quoi qu'il en soit, la plupart des ashkénazes interrompent le deuil au trente-troisième jour. Certains observent, en se basant sur le même enseignement, un deuil de trente-trois jours à partir du lendemain de la néoménie d’iyar, jusqu’à Chavouot.

### Dans la kabbale lourianique
Lag Baʿomer gagne fortement en importance au XVIe siècle avec les kabbalistes de Safed. Leur chef de file, Isaac Louria, se rend en effet chaque année en famille au mont Meron pour participer aux réjouissances qui s’y tiennent pendant trois jours et y réaliser la première coupe de cheveux de ses garçonnets à l’âge de trois ans. Ces pratiques ne sont pas neuves (Ovadia di Bertinoro, et d’autres voyageurs attestent de leur existence dès le XIVe siècle au moins, bien qu’elles semblent originellement davantage associées à Pessa'h sheni, quatre jours avant Lag Ba'omer) mais Isaac Louria leur confère une nouvelle importance en affirmant à son disciple Haïm Vital que Rabbi Shimon bar Yohaï lui serait apparu pour lui dire que ceux qui s’attristeraient en ce jour auraient rapidement une véritable raison de prendre le deuil,.

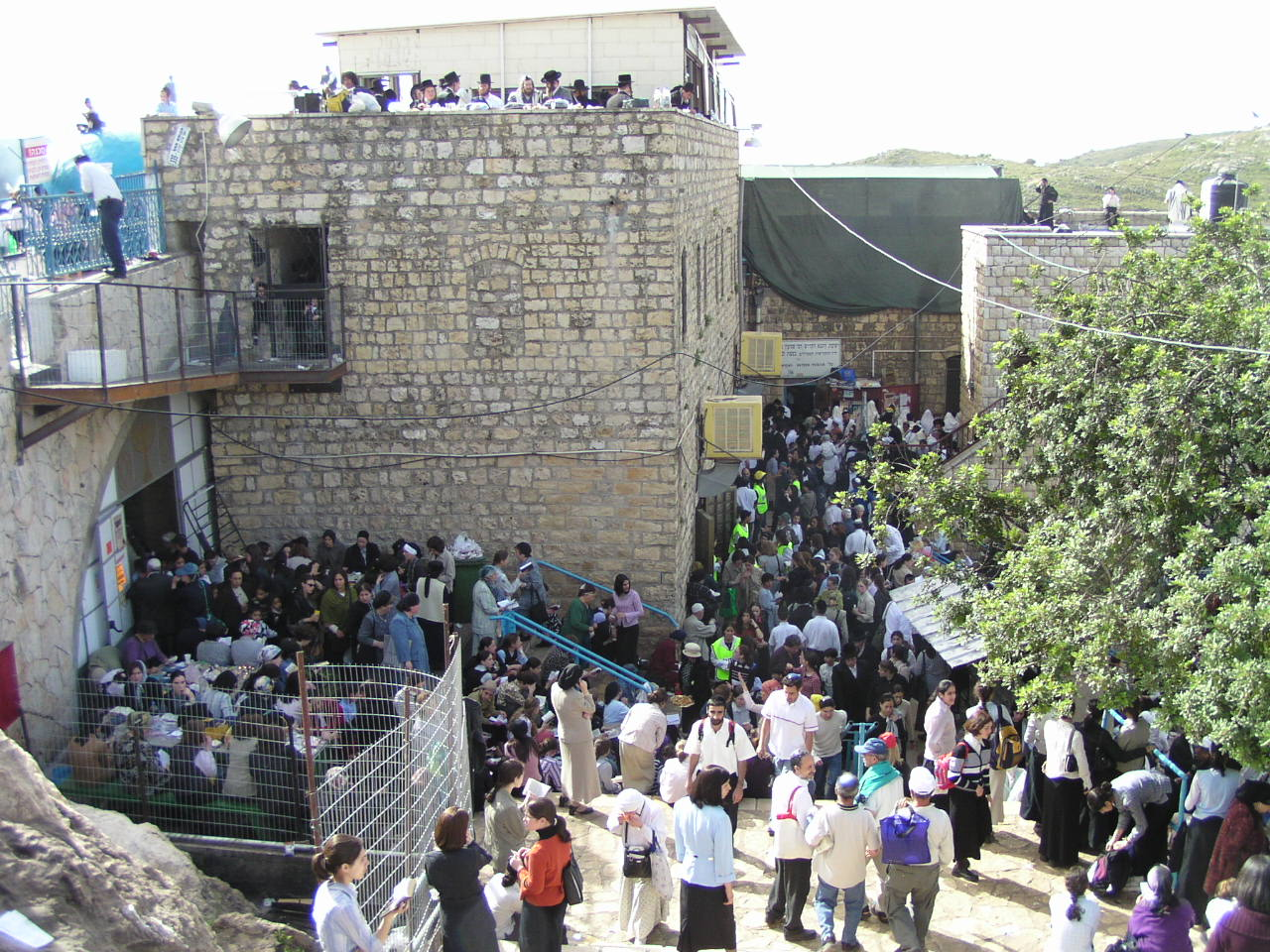
Pèlerinage sur mont Meron à Lag BaʿOmer.

Selon un enseignement rapporté au nom de Haïm Vital, la raison des réjouissances en ce jour serait la mort de Rabbi Shimon. En effet, le « Tanna divin » aurait attendu l’approche de sa mort pour divulguer à ses disciples les secrets sublimes dont il était détenteur à la suite de son séjour dans la grotte. Or, ces enseignements contenaient la lumière primordiale cachée grâce à laquelle Adam pouvait, avant son expulsion d’Éden, voir d’un bout du monde à l’autre. En permettant à son secrétaire Rabbi Abba de les consigner dans le Zohar (d’où ce nom de « Livre de la Brillance »), Rabbi Shimon aurait apporté l’harmonie dans le monde, raison pour laquelle sa mort est appelée hiloula (« noces » avec le ciel),.
Il convient donc de célébrer le jour avec de nombreuses chandelles et de grands feux car ils émulent la lumière qui descendit sur le monde en ce jour et évoquent le feu de la Torah, qui commence à poindre pour se révéler pleinement dix-sept jours plus tard, à Chavouot. D’aucuns alimentent le feu avec des habits en souvenir de Rabbi Shimon qui s’enterra pour économiser les siens.

#### Réception et controverses
Cette relecture de Lag Baʿomer conquiert rapidement le monde séfarade, encore traumatisé par l’expulsion des Juifs d’Espagne, l’Orient (à l’exception de quelques communautés réfractaires à la kabbale ou à son interprétation lourianique) et l’Europe de l’Est, où la kabbale lourianique donne naissance au hassidisme.
La fête trouve un terreau particulièrement fertile en Afrique du Nord, où le culte de Rabbi Shimon bar Yohaï se combine avec celui des saints, typique de la culture maghrébine. Sa commémoration devient rapidement celle de tous les saints disparus et de nombreuses coutumes apparaissent comme la veillée d’étude, l’aménagement d’une pinat Rashb"i (hébreu : פינת רשב"י « coin de Rabbi Shimon bar Yohaï ») dans les foyers, les processions avec moult bougies et parfums et surtout, les pèlerinages à la Ghriba de Djerba ou à la synagogue Boushaïef de Zliten,. À Rhodes, le jour est l’occasion d’un « enterrement » solennel de documents à mettre au rebut dans les guenizot (pièces des synagogues réservées à cet usage).
En Galicie, Lag Baʿomer est un yoma depagra, au cours duquel les études sont suspendues. Les enfants sortent en excursion dans les bois et dans les champs pour tirer à l’arc car, selon le Talmud, on ne vit aucun arc-en-ciel, considéré comme un mauvais présage, du vivant de Rabbi Shimon (selon une autre explication tirée du Zohar au nom de Rabbi Shimon, un arc-en-ciel multicolore annoncera l’arrivée imminente du Messie). Certains prennent des épées en bois et, parfois, des œufs colorés. On se rend aussi sur la tombe des rabbins illustres, dont Moïshe Isserlès.
Cette déferlante d’innovations ne va toutefois pas sans susciter perplexité et défiance. Si certains s’étonnent seulement que ces rites aient pu s’élaborer sans la moindre trace d’un miracle dans les sources rabbiniques pour le justifier, le rabbin austro-hongrois Moïshe Sofer en critique vertement les fondements. « La mort des justes, écrit-il, est une cause de deuil et non de joie », citant à l’appui le décès de Moïse, commémoré par un jeûne le sept adar. Lag Baʿomer doit donc célébrer autre chose, à savoir le miracle de la manne lors de l’Exode hors d’Égypte.
Certains cherchent à répondre directement à ces objections : d’une part, le deuil que l’on prend pour Moïse porte sur son trépas hors de la terre d’Israël or Rabbi Shimon, dont l’âme contiendrait, selon la Kabbale, quelques étincelles de l’âme de Moïse, meurt sur cette même terre. D’autre part, les miracles du caroubier et du cours d’eau suscités pour Rabbi Shimon et son fils à Peki'in, pourraient à eux seuls justifier l’institution d’une fête à Lag Baʿomer (c’est pourquoi certains mangent des caroubes en ce jour).
D’autres abondent dans le sens du Hatam Sofer, cherchant toutefois des explications plus proches de la tradition des étudiants : Lag Baʿomer célèbrerait la fin de la désolation qui régnait dans le monde après la perte de la Torah car Rabbi Akiva commença à l’enseigner à ses cinq nouveaux disciples. Selon une opinion similaire, ils furent faits rabbins en ce jour. Le kabbaliste Yossef Hayim de Bagdad laisse entendre qu’Isaac Louria et Hayim Vital ne l’avaient pas enseigné autrement : il rapporte au nom du Hid"a (Haïm Joseph David Azoulay) que seul le Pri Etz Hayim de Meïr Poppers (en) fait de Lag Baʿomer le temps de la mort de Rabbi Shimon (hébreu : זמן שמת רשב"י zman shemet Rash"bi) tandis que dans le passage correspondant du Sha'ar hakavanot de Samuel Vital (en), il s’agit du temps de sa joie (hébreu : זמן שמחתו zman sim'hato) car l’épidémie avait cessé. Poursuivant sur cette lancée, Yossef Hayim fait remarquer que la datation du décès de Rabbi Shimon au 18 iyar ne repose pas sur le Zohar ni sur aucune source écrite.
La découverte récente d’un manuscrit de Hayim Vital a confirmé que la version correcte de son enseignement est celle qui figure dans le Sha'ar hakavanot ; certains rabbins ont voulu en déduire que la réjouissance de Rabbi Shimon était sans lien avec la tradition des étudiants : peut-être le 18 iyar était-il la date à laquelle les pèlerins babyloniens qui se rendaient à Jérusalem pour célébrer Chavouot au temps du second Temple, faisaient leur première halte en terre d’Israël, à Meron ; en ce cas, la tradition se serait perpétuée après la destruction du Temple mais la raison en aurait été oubliée. Selon une autre hypothèse, on se réjouit car c’est en ce jour que le troisième Temple sera reconstruit.
Toutefois, divers arguments plaident en faveur de la hiloula : Ovadia di Bertinoro associe ce jour à la mort de Rabbi Shimon un siècle avant Isaac Louria ; le Hid"a lui-même assure que la joie en ce jour est une volonté expresse de Rabbi Shimon ; enfin, plusieurs autorités sont convenues que Lag Baʿomer pouvait bien être la date de la nomination de Rabbi Shimon et celle de sa mort, à des années différentes (des traditions médiévales et hassidiques ont également fait de Lag Baʿomer la date de naissance de Rabbi Shimon et celle de son mariage). La découverte de ce manuscrit ne devrait donc rien changer aux croyances et pratiques établies.

## Observance de Lag Ba'omer

### Lag Ba'omer et le deuil
Lag Baʿomer est célébré, tant par les séfarades, que par les ashkénazes, avec de la musique, des danses, des chants et (en certains endroits seulement) des feux de joie. On n’y lit pas le Tahanoun et, chez certains, on met fin aux coutumes de deuil (abstention de soins corporels, en particulier capillaires, de célébration de mariages ainsi que, pour certains, du port de nouveaux habits ou de la consommation de nouveaux fruits,) observées pendant la période de l’ʿomer mais les usages varient significativement en fonction des rites et des communautés :
- selon Yossef Karo, codificateur séfarade, soins corporels et mariages ne sont permis qu’au lendemain de Lag Baʿomer, au matin du trente-quatrième jour, sauf si le trente-troisième jour a lieu un vendredi, par égard pour le chabbat[11]. L’atmosphère de deuil est cependant abolie, les chants, danses et musique sont autorisés jusqu’au soir. Certains n’observent plus le deuil au-delà du trente-quatrième jour[45] tandis que d’autres les suivent, selon la pratique d’Isaac Louria jusqu’à la veille de Chavouot[49] ;
- selon le Rema, codificateur ashkénaze, soins corporels et mariages sont permis à partir de Lag Baʿomer, voire le vendredi précédent si Lag Baʿomer a lieu un dimanche, par égard pour le chabbat[11] (et ce pour autant que le décompte des jours de deuil ait été commencé à partir du second soir de Pessa'h[14]). Certains recommandent d’attendre le matin pour abroger le deuil[48] tandis que d’autres le font déjà la veille[50]. Certains séfarades et Juifs égyptiens[26] suivent également cette pratique[45].
Le Rema considère que les coutumes de deuil ne doivent plus être observées au-delà (si l’on a commencé le décompte des jours de deuil à partir du second soir de Pessa'h[14])[11] mais certains le font jusqu’aux trois jours précédant Chavouot[46],[51].

### La Hiloula de Rabbi Shimon bar Yohaï
La hiloula de Rabbi Shimon bar Yohaï est l’un des célébrations les plus populaires de Lag Baʿomer, en terre d’Israël et en diaspora, bien qu’elle n’ait aucun caractère obligatoire,. Nombre de poèmes composés à la gloire du « saint Tanna » sont chantés en ce jour, dont le plus célèbre, Bar Yohaï (en) de Shimon ibn Lavi, a été inclus dans les chants du chabbat des communautés d’Afrique du Nord,.

#### À Meron

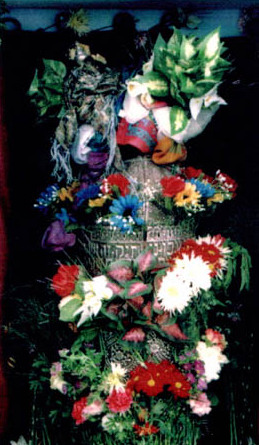
Le sefer Torah de la famille Abbo.

La cérémonie la plus importante se tient sur le mont Meron, lieu de sépulture de Rabbi Shimon bar Yohaï, de son fils Rabbi Eléazar bar Shimon (en) et d’autres Sages éminents comme Hillel et Shammaï.
L’affluence à Meron a fortement augmenté avec la création de l’État d’Israël et, surtout, l’arrivée en Israël des Juifs maghrébins qui en ont fortement influencé le caractère actuel. En 2009, 500 000 visiteurs de tous milieux et de tous les degrés d’observance étaient attendus. Afin de faire face à cet afflux, un groupe chargé de la hakhnassat or'him (« hospitalité ») envers les pèlerins fut constitué 430 ans plus tôt et demeure en activité à ce jour[Quand ?]. Ce groupe prend également en charge la coutume des ha"ï rottel selon laquelle dix-huit « mesures », soit cinquante-quatre litres, de boissons sont offertes par les personnes dans le besoin (malades chroniques ou incurables, célibataires sans conjoints, couples sans enfants, etc.) sur la tombe de Rabbi Shimon afin de voir leurs souhaits exaucés,.
Les pèlerins établissent leurs campements et allument des feux de camp. Le jour étant considéré particulièrement propice à l’étude, l’introspection et la prière, certains se livrent à l’étude approfondie de sujets ou passages du Zohar appropriés à l’esprit du jour. D’autres lisent le Livre des Psaumes, ajoutant souvent des prières spontanées, et se livrent à l’introspection, pour autant qu’elle n’entraîne pas d’accablement,.
Depuis 1833, les festivités s’ouvrent à Safed, dans la maison historique de la famille Abbo dont l’occupant originel, Samuel Abbo, avait racheté le terrain de la tombe de Rabbi Shimon bar Yohaï où il avait fait bâtir une synagogue, ainsi que 1 800 acres de terres arables pour des familles originaires du Kurdistan ; ceux-ci avaient remercié leur bienfaiteur en lui offrant un sefer Torah transporté en grande pompe depuis sa demeure jusqu’à la synagogue Bar Yohaï, à Lag Baʿomer. Peu après, un nouveau sefer Torah plaqué d’or et d’argent lui fut offert et est transporté à Meron au milieu de la liesse.
Le bûcher central est allumé près de la tombe de Rabbi Shimon bar Yohaï vers deux heures du matin, au milieu de danses et cris de joie. Le privilège de l’allumage a été acheté par Israel Friedman de Ruzhin qui le transmit à ses descendants ; le privilège échoit à ce jour[Quand ?] à Nahoum Dov Brayer, le rebbe de la dynastie hassidique de Boyan,. Le feu est entretenu avec les meilleures étoffes et matières qui puissent être trouvées, et bien que d’aucuns aient tenté de s’y opposer au nom de l’enfreinte au bal tash'hit (interdiction biblico-rabbinique de gaspillage), d’autres l’ont justifiée par la volonté d’« embellir la mitzva »,.
Un second bûcher, plus discret, est allumé après minuit près de la tombe de Rabbi Yohanan Hasandlar (en).
Au matin, les parents tiennent la cérémonie de la première coupe de cheveux de leurs garçons. Bien qu’il s’agisse d’un rite de passage à réaliser au troisième anniversaire de l’enfant, beaucoup s’efforcent de le faire en ce jour, afin de profiter de la joie et de la solennité qui y règnent. Les mèches sont également jetées au feu,.

#### Hors Meron
D’autres célébrations se tiennent à Safed, à Hébron ou à Jérusalem, sur le tombe de Simon le Juste ou d’autres autorités vénérables.
Un pèlerinage annuel a encore lieu de nos jours à la Ghriba (il a toutefois été annulé par les autorités tunisiennes en 2011, pour des raisons sécuritaires) ; il attire lui aussi des foules importantes et est l’occasion pour nombre de Juifs d’origine tunisienne de renouer avec leurs racines. La hiloulat Boushaïef a quant à elle été transposée au moshav de Zeitan (en), en Israël. Lag Baʿomer donne également lieu à des célébrations locales dans diverses communautés originaires du Maghreb.

## Itérations et réitérations modernes
Conjointement au Hatam Sofer, les Juifs « éclairés » (auquel il s’opposait) cherchaient une alternative aux interprétations kabbalistiques de la fête, au moyen des outils de la science du judaïsme. Les pistes qu'ils en ont retiré n’ont pas été sans écho mais ils ne sont pas parvenus à élucider définitivement la question.

### La fête de la vaillance juive

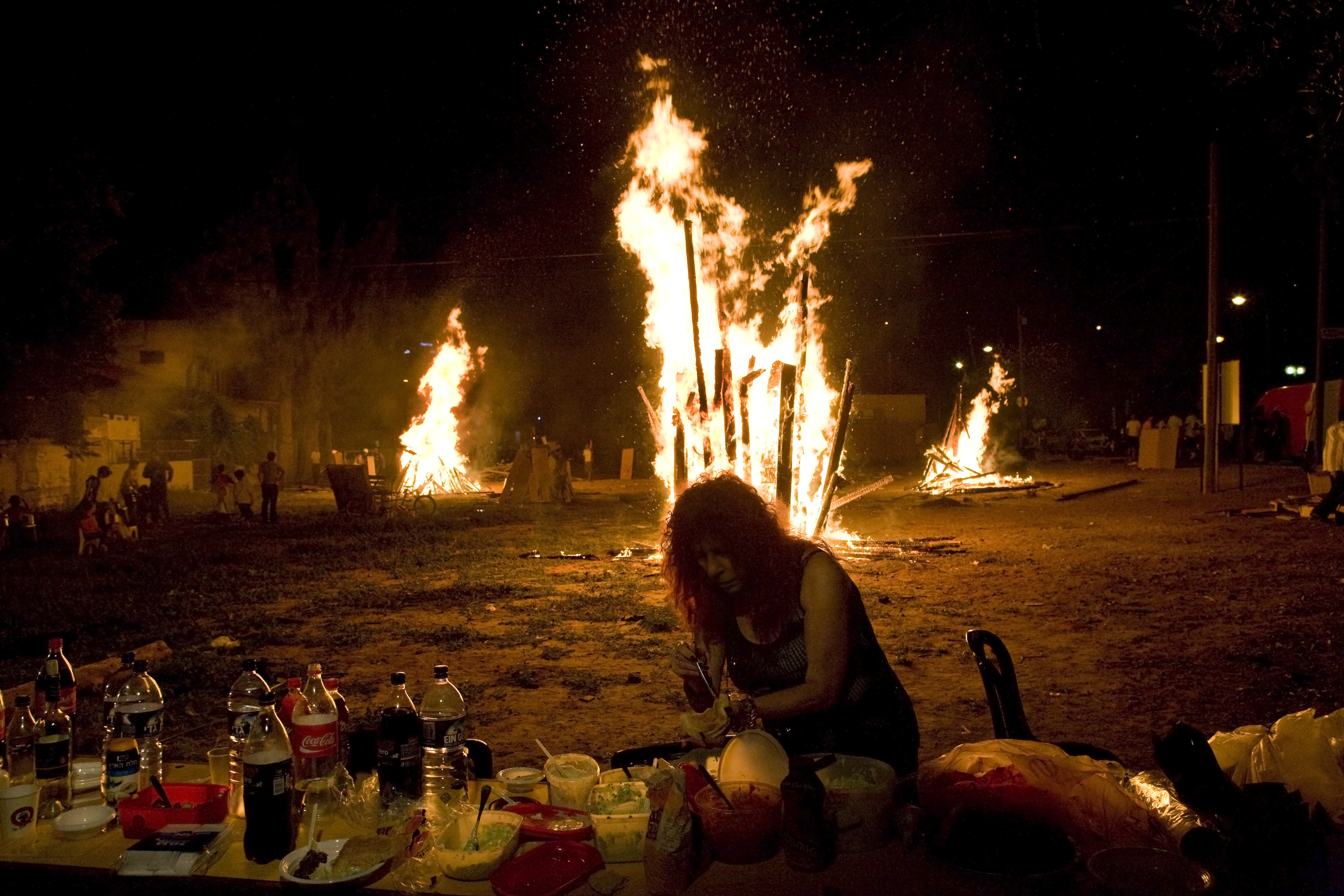
Lag Baʿomer à Tel Aviv.

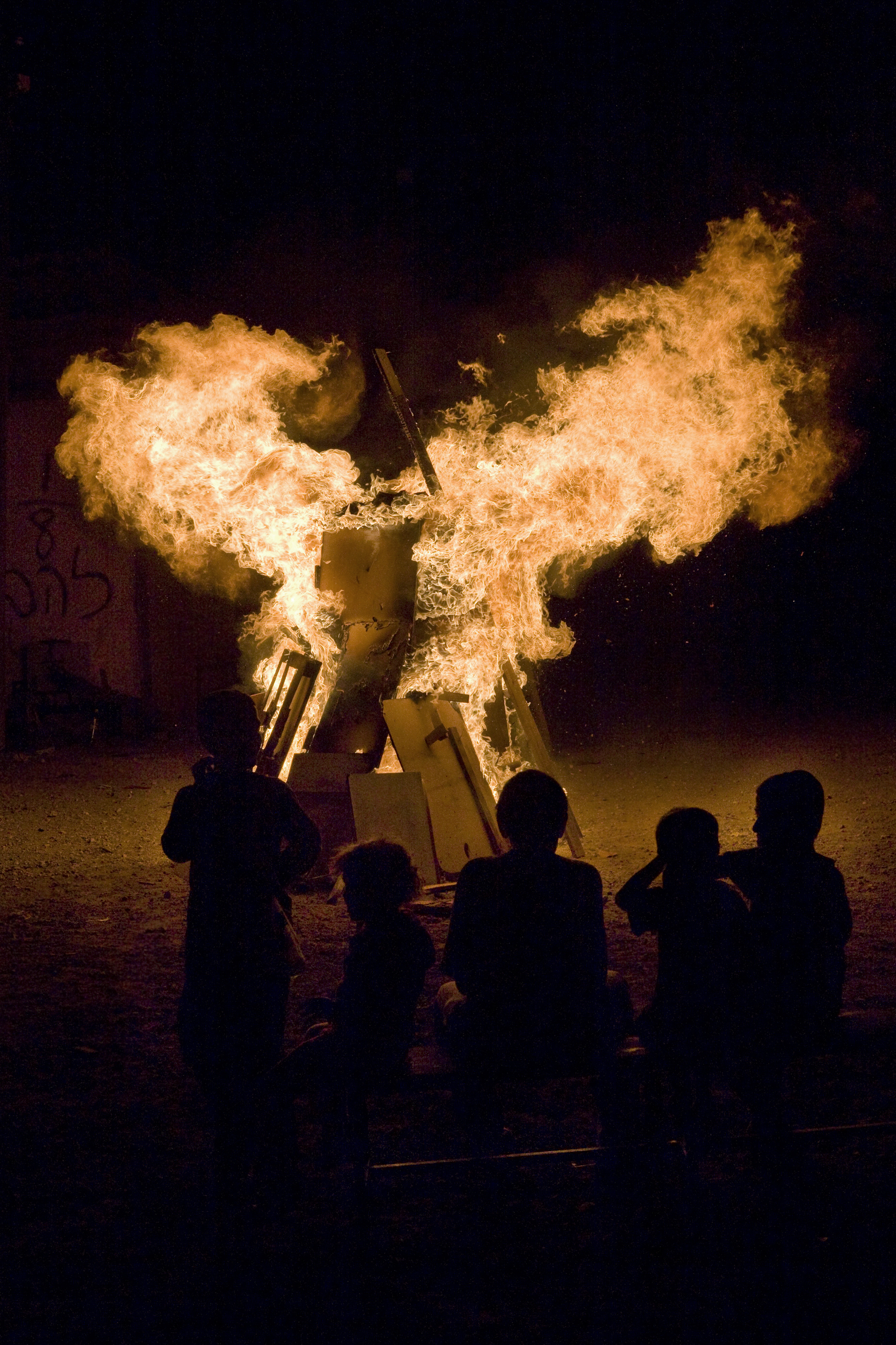
Des enfants regardent leur feu de joie de Lag Baʿomer.

Nachman Krochmal et d’autres érudits proposent en 1840 une relecture historiciste de la tradition des étudiants : il s’agirait d’une allusion fortement voilée à la révolte de Bar Kokhba, les étudiants étant ses soldats et la plaie désignant les légions romaines menées par Julius Severus (en). Lag Baʿomer serait donc la trace d’une célébration nationaliste, marquant une victoire temporaire des troupes de Bar Kokhba en ce jour ou la libération provisoire de Jérusalem,.
D’autres suggèrent, en se basant sur les écrits de Flavius Josèphe, que la première guerre judéo-romaine aurait (également ?) été déclenchée à cette date,.
La première hypothèse reçoit un accueil particulièrement favorable dans le sionisme. En effet, si Shimon bar Kokhba est vilipendé par la tradition rabbinique qui lui reproche d’avoir suscité de faux espoirs et provoqué une catastrophe nationale, il est, pour le mouvement nationaliste naissant, celui qui a, à l’instar des Maccabées, a réactualisé le miracle de David contre Goliath en secouant le joug romain et en permettant le rétablissement même éphémère de l’indépendance juive en terre d’Israël.
Lag Baʿomer devient donc l’une des fêtes majeures du calendrier sioniste. Bar Kokhba donne son nom à diverses sociétés estudiantines et sportives. Des institutions majeures sont officiellement fondées à cette date, parmi lesquelles le Palmah, force armée d’élite de la Hagana, et les Gadna, brigades de jeunesse. Toutes deux prennent pour emblème les deux grands symboles de la fête, à savoir les feux et l’arc à flèches respectivement,,.
Les feux se développent un peu partout et servent de points de rassemblement, symbolisant la vie militaire et la victoire,. On y chante des chants nouvellement composés, parmi lesquels Bar Kokhba, qui remplace Bar Yohaï, Missaviv lamedoura de Natan Alterman et Findjan de Haim Hefer (en) et Moshe Wilensky (en). Quant aux sorties en armes dans la nature, elles font revivre les heures glorieuses de la résistance juive (selon une explication sioniste-religieuse, les feux pourraient également faire allusion à la pratique d’allumer des feux pour la néoménie, abrogée par les Romains et rétablie par Bar Kokhba et les sorties en forêt rappelleraient les séances clandestines d’étude de la Torah en pleine nature),.
Ces pratiques sont restées populaires en Israël malgré la récession du sionisme, et donnent actuellement lieu à un jour de congé scolaire et universitaire. Les feux de camp essaiment à travers le pays, bien qu’une réglementation de plus en plus stricte tente d’en maîtriser l’impact sur la santé et l’environnement. Les Gadna organisent en ce jour des programmes spéciaux et des concours de tir. Les mouvements de jeunesse sionistes de Belgique tiennent également une compétition sportive en plein air entre leurs différentes branches.

### Une fête de la nature et du feu?
Étudiant Lag Baʿomer à la lumière de l’anthropologie comparative, des érudits juifs suggèrent une piste radicalement différente de la précédente : la tradition des étudiants ne serait qu’une tentative de justifier la judaïsation de pratiques païennes environnantes. Julius Landsberger de Darmstadt rattache ainsi la fête aux lémuriales romaines, au cours desquelles les jeunes filles s’abstenaient de se marier pendant 32 jours afin de ne pas mécontenter les esprits des morts. D’autres tracent des comparaisons avec la mi-carême, l’anniversaire de Mardouk ou les fêtes du feu qui célèbrent dans diverses cultures l’été (l’une de celles-ci, la Nuit de Walpurgis, donne en outre lieu à des sorties dans les bois avec des arcs à flèches).
Cette remise en question des origines de la fête ne semble pas en avoir influencé les pratiques ; elle a cependant inspiré une association entre Lag Baʿomer et la nature, présente dans quelques chants et mise en valeur par certains éléments progressistes du judaïsme.

Parade de Lag Baʿomer devant le 770 Eastern Parkway, Brooklyn, en 1987.

### La fête de la fraternité juive
Dans les années 1950, Menachem Mendel Schneerson, dirigeant du mouvement hassidique Habad, institue la tenue de parades annuelles pour Lag Baʿomer.
Les parades, auxquelles il préside en personne jusqu’à son décès, commencent devant ses quartiers, au 770 Eastern Parkway. Après que les enfants ont collectivement récité douze versets qui lui semblent essentiels, il délivre un sermon dont le thème est invariablement le respect, l’unité et la fraternité qui doit régner entre les Juifs puisque chacun est un disciple de Rabbi Akiva et doit éviter la désunion de ses étudiants. Les parades seront aussi l’occasion d’encourager les Juifs à une observance ouverte et décomplexée de leur judaïsme, en réponse à l’abandon des pratiques alors de mise parmi les Juifs des États-Unis.
À sa mort, les parades sont organisées par divers centres Loubavitch à travers le monde, aux États-Unis, en Israël et ailleurs.

## La tragédie du mont Méron
Dans la nuit du 29 au 30 avril 2021, aux pieds du mont Méron, une bousculade a eu lieu au cours de la célébration de Lag Baomer faisant 45 victimes. Une tragédie qui touche principalement des membres de la dynastie hassidique Toldot Aharon réunis en nombre pour l'évènement. On estime à près de 100 000 le nombre de personnes présentes au moment du drame,.